# Zgromadzenie Ekspertów
Zgromadzenie Ekspertów (perskie: مجلس خبرگان رهبری, Majles-e-Khobregan lub Majles-e-Khebregan) – ciało kolegialne, którego zadaniem jest wybór, kontrola i odwoływanie najwyższego przywódcy.
Zgromadzenie to 88-osobowa grupa (w obecnej kadencji) irańskich duchownych powoływana na ośmioletnią kadencję spośród irańskich duchownych prawników, od 1991 roku z wyłączeniem reformatorów i krytyków władzy. Zgromadzenie jest odpowiedzialne za wybór przywódcy duchowo-politycznego kraju i uprawnione do kontrowania jego działań, w praktyce nigdy szczególnie mocno mu się nie przeciwstawiło. Członkowie rady są wyłaniani w wyborach powszechnych w 30 okręgach wyborczych.
Do zadań tego organu należy wybór najwyższego przywódcy (art. 107 i 111 konstytucji), kontrola zdolności przywódcy do sprawowania urzędu i odwoływanie go w przypadku niezdolności do sprawowania funkcji lub utraty niezbędnych ku temu kwalifikacji (art. 111 konstytucji).
Po raz pierwszy to ciało powołano po rewolucji z 1979 roku z zadaniem napisania nowej konstytucji kraju. Wkrótce po jej przyjęciu zostało w grudniu 1979 roku rozwiązane. W obecnym kształcie powstało w 1982 roku na mocy art. 108 konstytucji i rozpoczęło pracę w 1983 roku. Kolejne wybory do Zgromadzenia odbywały się w latach 1991, 1999, 2007, 2016 roku i 2024 roku.
W konstytucji z 1979 roku najwyższy przywódca mógł być wybrany nie tylko przez ekspertów, ale także przez społeczeństwo. Po poprawkach z 1989 roku możliwy jest wybór jedynie przez ekspertów. W ten sposób wybrany został drugi przywódca, Ali Chamenei.
Obecne zgromadzenie jest szóstym Zgromadzeniem Ekspertów. Jego przewodniczącym jest od 21 maja 2024 Mohammad-Ali Movahedi Kermani.